# Bibernellen
Die Bibernellen (Pimpinella), auch Pimpernellen oder Pimpinellen genannt, sind eine Pflanzengattung in der Familie der Doldenblütler (Apiaceae). Die etwa 150 Arten sind hauptsächlich in Eurasien und Afrika verbreitet. Die wirtschaftlich wichtigste Art der Gattung ist der Anis, eine der bekanntesten als Heilpflanze die Kleine Bibernelle.

## Namensgleichheit
Der als Küchenkraut verwendete Kleine Wiesenknopf (Sanguisorba minor) wird ebenfalls  häufig Bibernelle oder Pimpinelle genannt, ist jedoch eine Art in der Familie der Rosengewächse (Rosaceae).

## Beschreibung

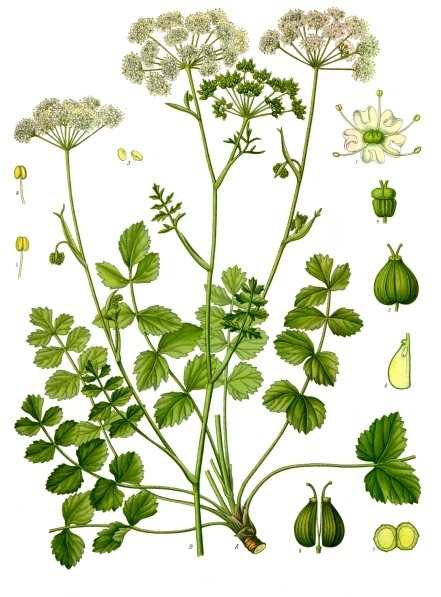
Kleine Bibernelle (Pimpinella saxifraga), Illustration

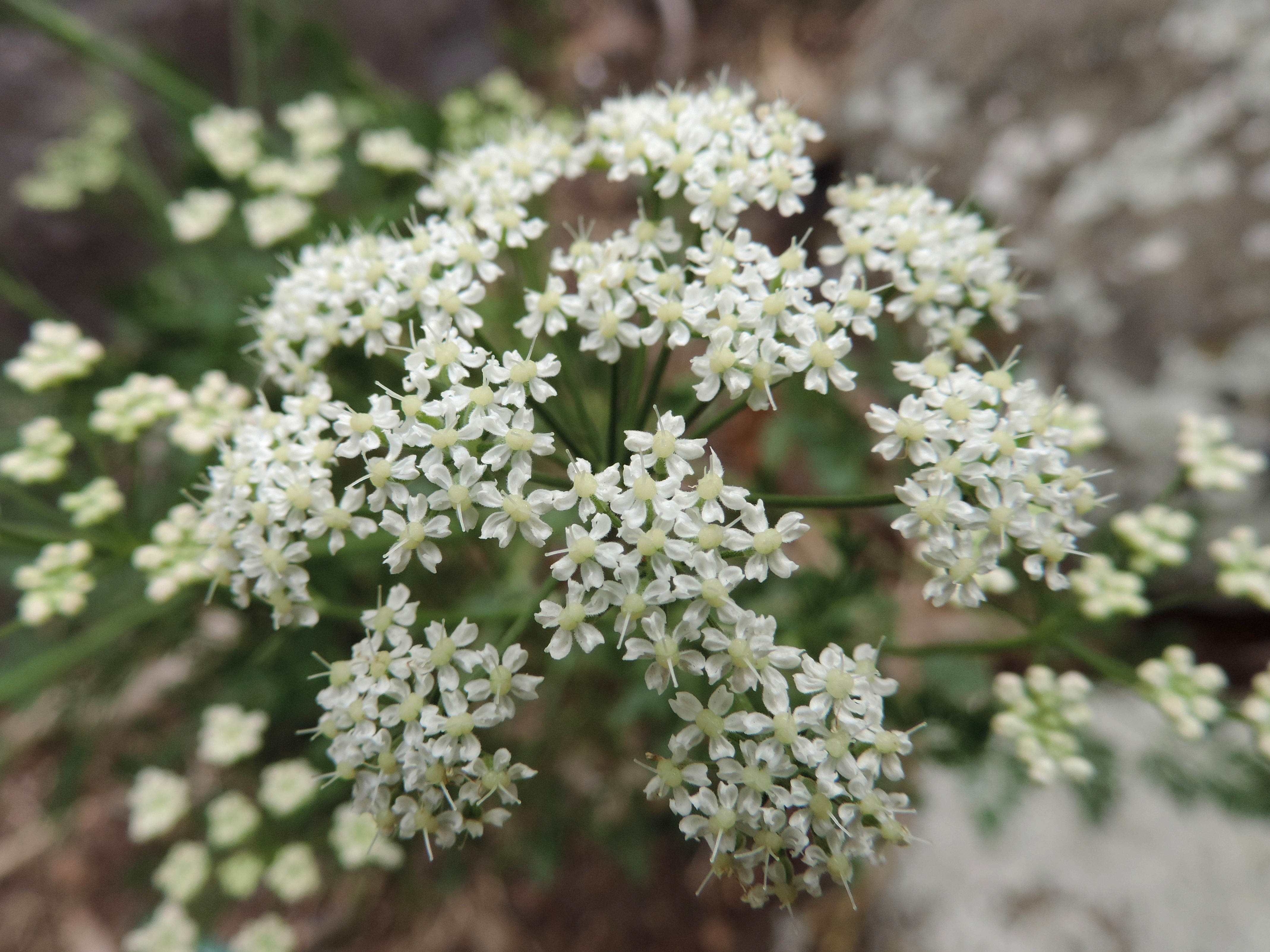
Doppeldoldiger Blütenstand von Pimpinella junoniae

### Vegetative Merkmale
Die Bibernellen sind ausdauernde, seltene zwei- oder einjährige krautige Pflanzen. Es werden Faserwurzeln und je nach Art auch eine Pfahlwurzel gebildet. Die aufrechten Stängel sind verzweigt und besitzen an der Basis keine Faserrest der Blattscheiden.
Die grundständig und wechselständig am Stängel angeordneten Laubblätter sind in Blattscheide, Blattstiel und Blattspreite gegliedert. Die Grundblätter sind gestielt und ihre Blattspreite ist manchmal ungeteilt oder meist sehr unterschiedlich einfach gefiedert. Die Fiederblättchen sind gezähnt und zuweilen tief eingeschnitten. Bei den Stängelblättern liegt oft Heteromorphie vor.

### Generative Merkmale
Es werden immer endständige und oft auch blattachselständige Blütenstände gebildet. Die doppeldoldigen Blütenstände besitzen wenige bis zahlreiche Doldenstrahlen. Je nach Art fehlen Hülle und Hüllchen oder es sind jeweils wenige Blättchen vorhanden. Die Blättchen sind meist linealisch mit ungeteiltem oberen Ende.
Die Blüten sind fünfzählig mit doppelter Blütenhülle. Je nach Art sind die Kelchblätter zu einem ausgerandeten Kelchrand reduziert oder manchmal deutlich vorhanden als winzige lanzettliche Kelchzähne. Die meist weißen, seltener roten bis purpurfarbenen und selten gelben Kronblätter sind kahl oder auf der Unterseite behaart, verkehrt-eirund mit ausgerandetem oberen Ende und sie haben ein eingeschlagenes Läppchen. Das Griffelpolster ist dick kissenförmig bis mehr oder weniger hoch kegelförmig. Der Griffel endet in einer nahezu kopfigen Narbe. Der Griffel ist zuletzt mehrmals länger als das Griffelpolster und aufrecht abstehend bis zurückgebogen, aber nicht zurückgeschlagen.
Die Spaltfrucht ist eine herzförmig-eiförmige oder länglich-eiförmige, eirunde, an den Seiten wenig zusammengezogene Doppelachäne. Die Doppelachäne ist kahl oder unterschiedlich behaart. Es sind fünf dünne Rippen vorhanden, die manchmal durch das Indument verdeckt sind. Die auf der Berührungsfläche ziemlich flache Kernmasse ist höckerartig gewölbt. Der freie Fruchthalter (Karpophor) ist zweispaltig und bis zur Mitte oder fast bis zum Grund zweiteilig.

## Systematik und Verbreitung
Die Gattung Pimpinella wurde durch Carl von Linné aufgestellt.
Die etwa 150 Arten sind hauptsächlich in Eurasien und Afrika verbreitet. Etwa 16 Arten kommen in Europa vor.

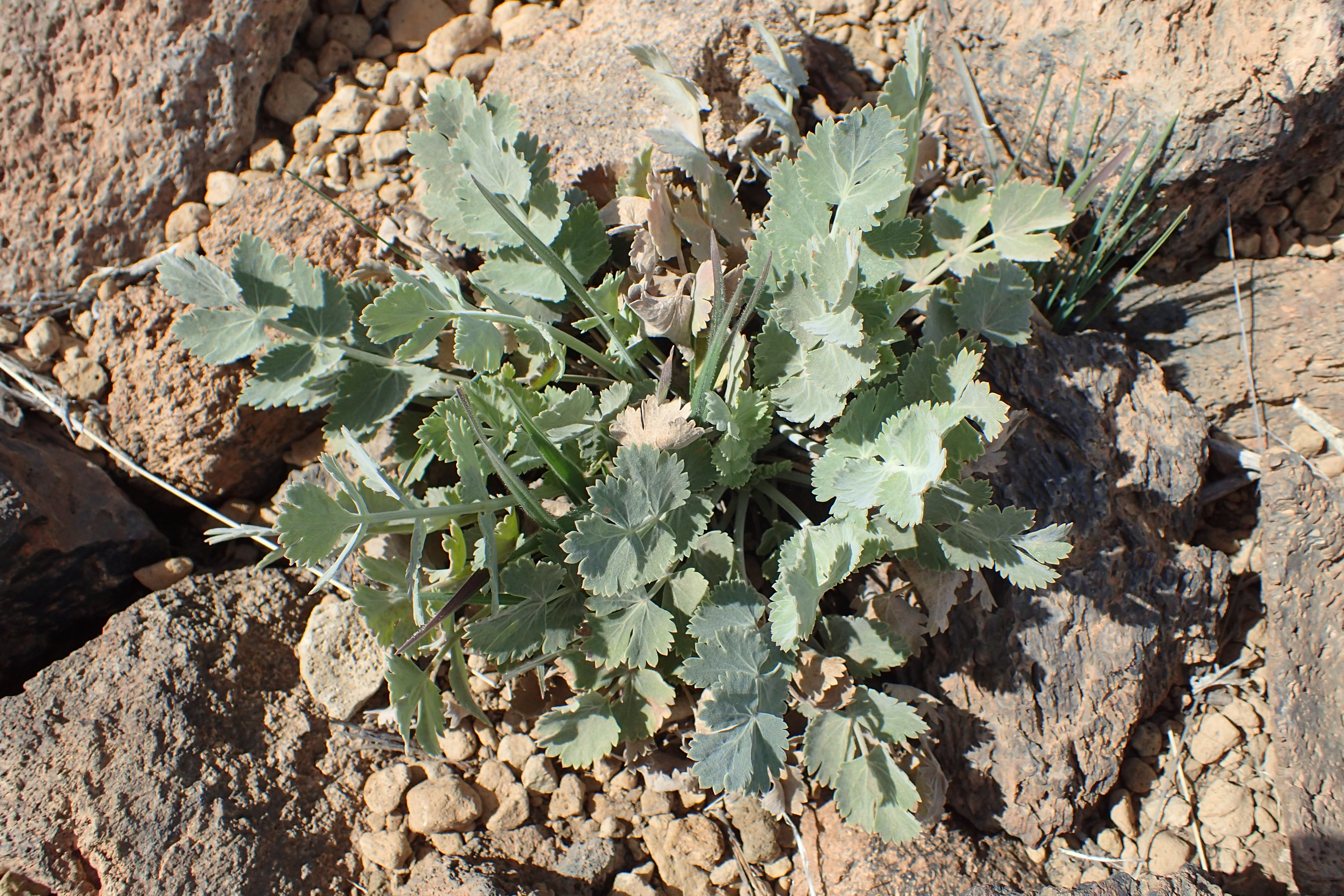
Pimpinella cumbrae

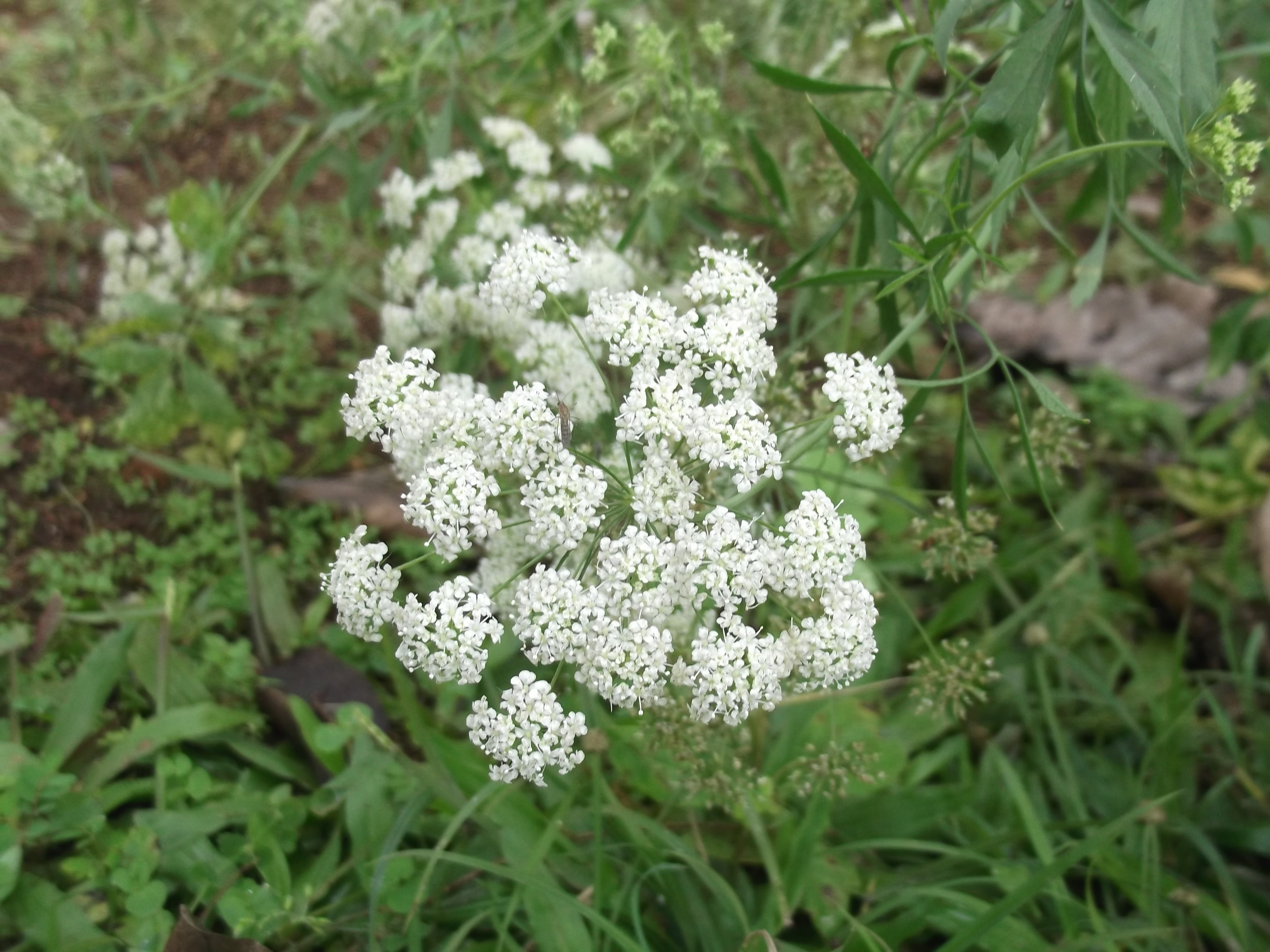
Doppeldoldiger Blütenstand von Pimpinella heyneana

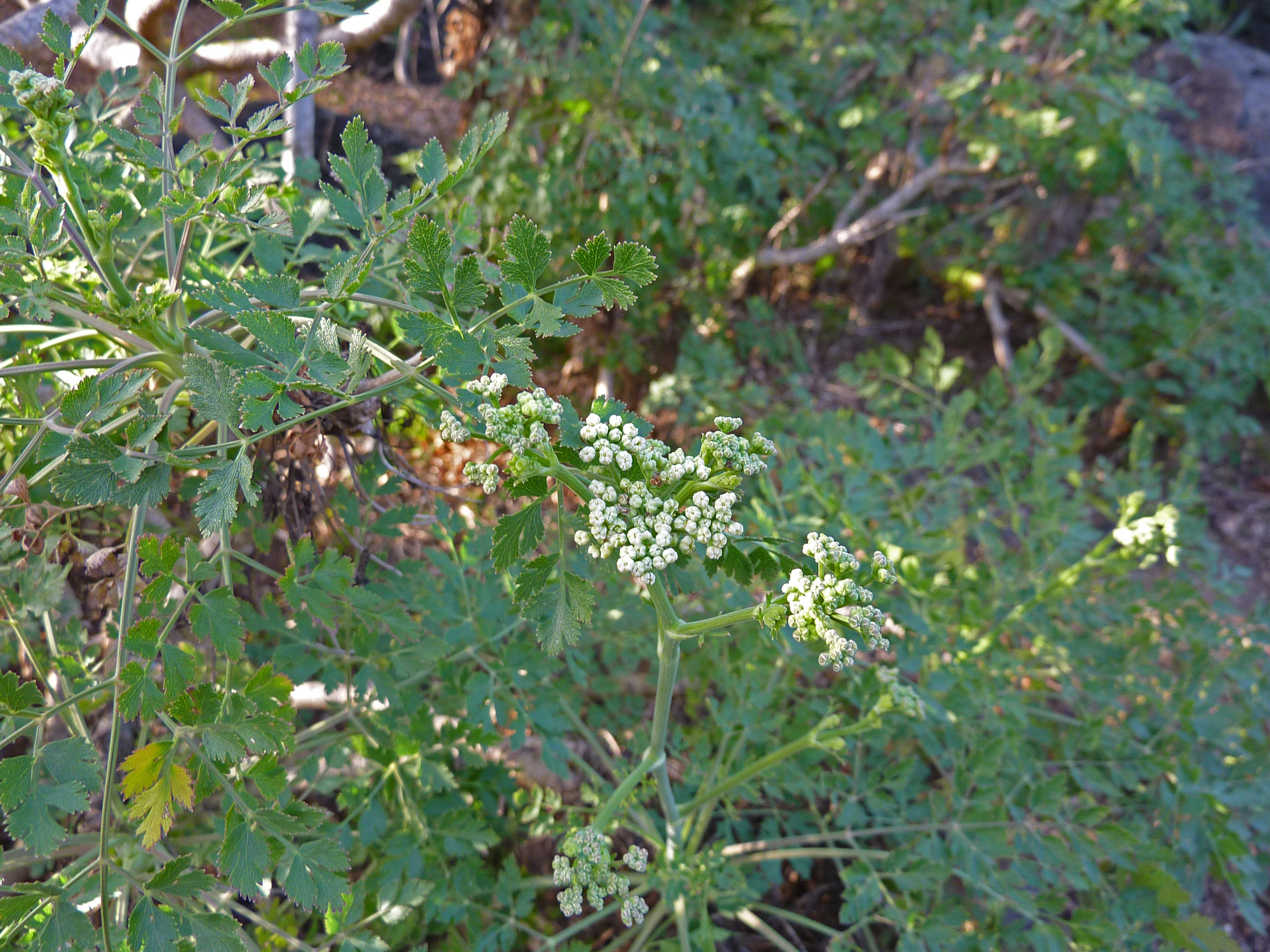
Pimpinella junoniae

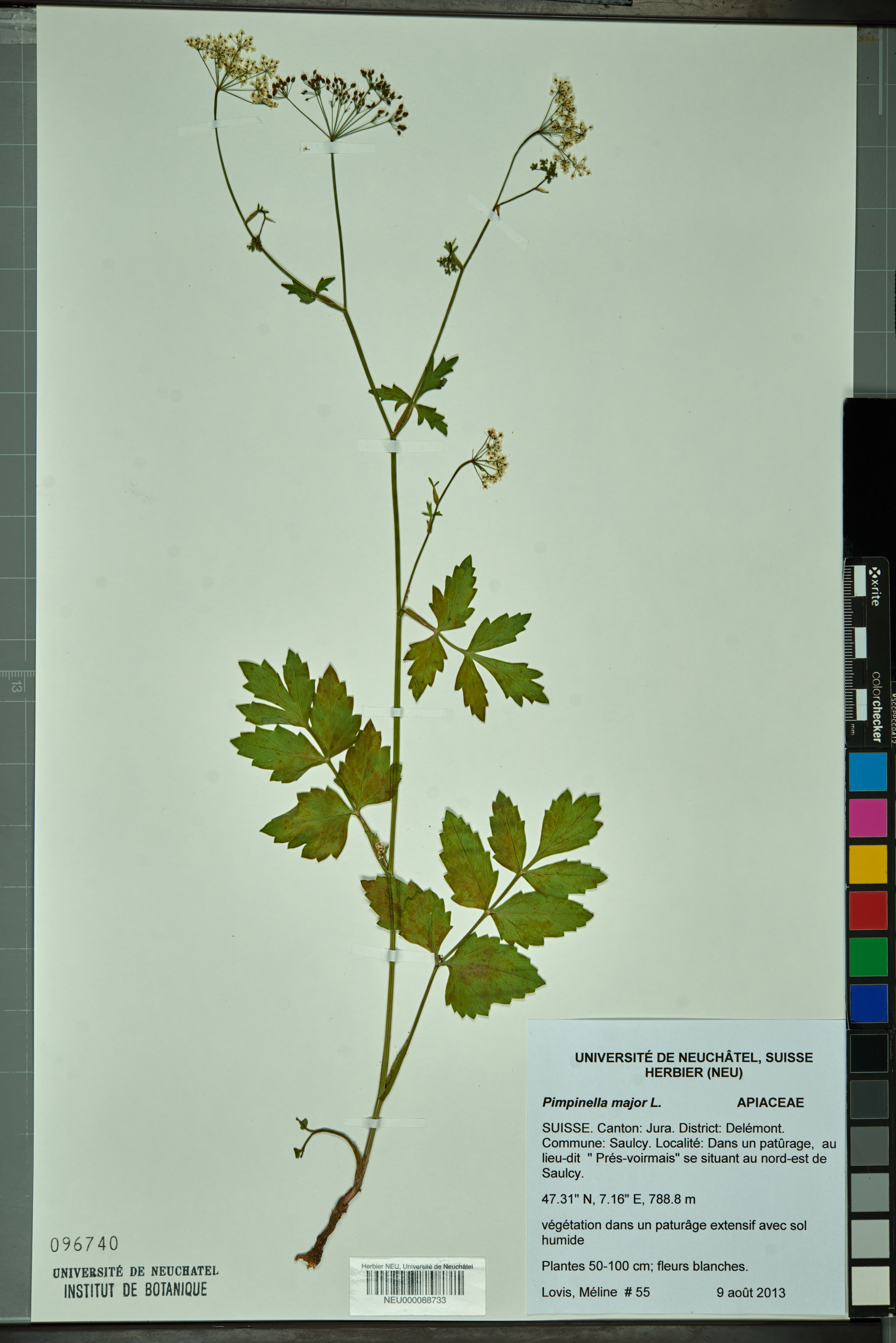
Herbarbeleg der Großen Bibernelle (Pimpinella major)

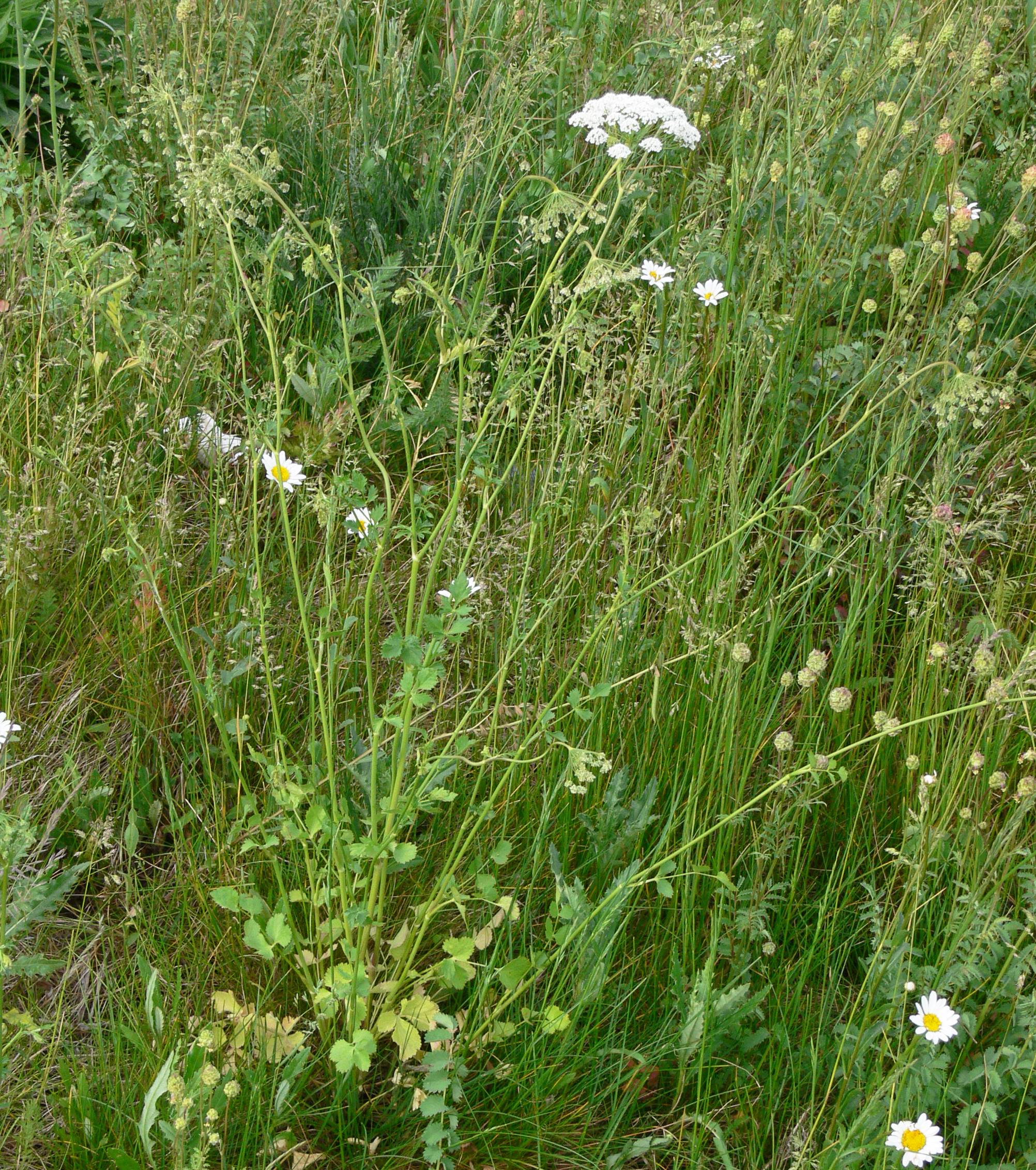
Fremde Bibernelle (Pimpinella peregrina)

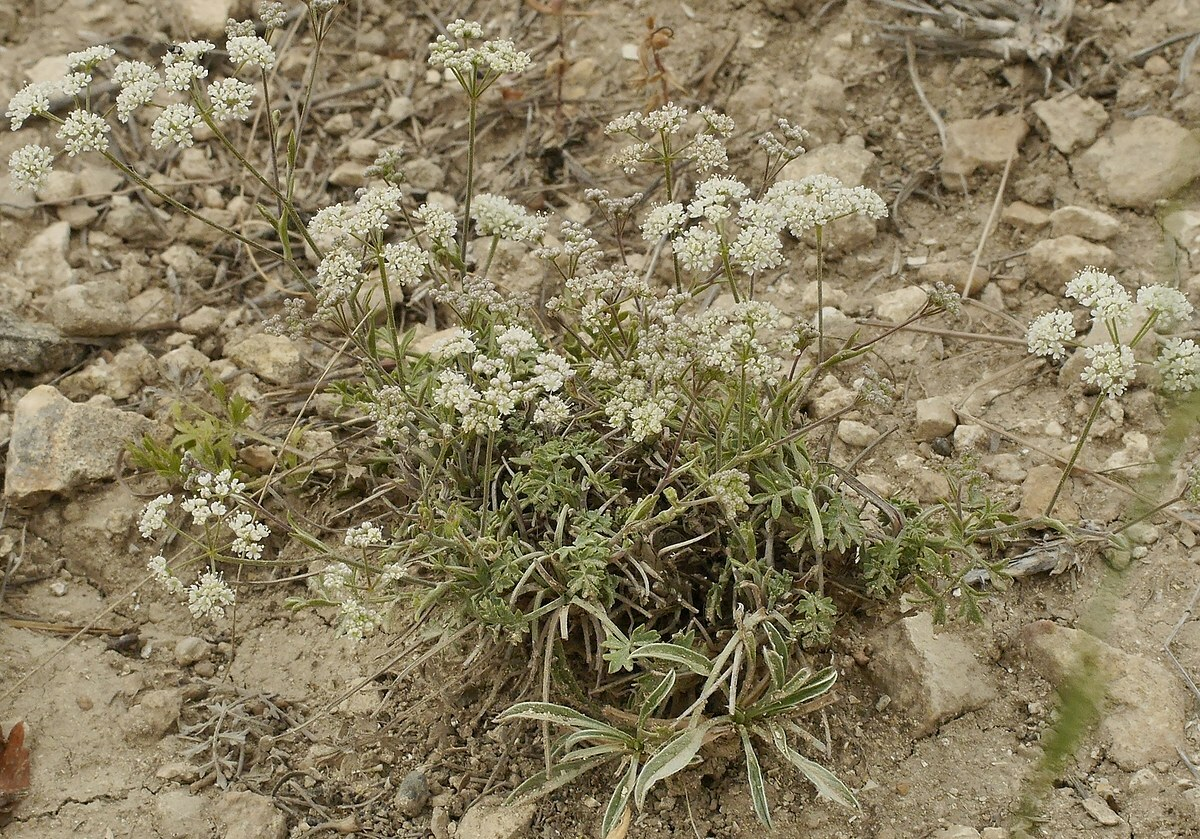
Pimpinella tragium subsp. titanophila

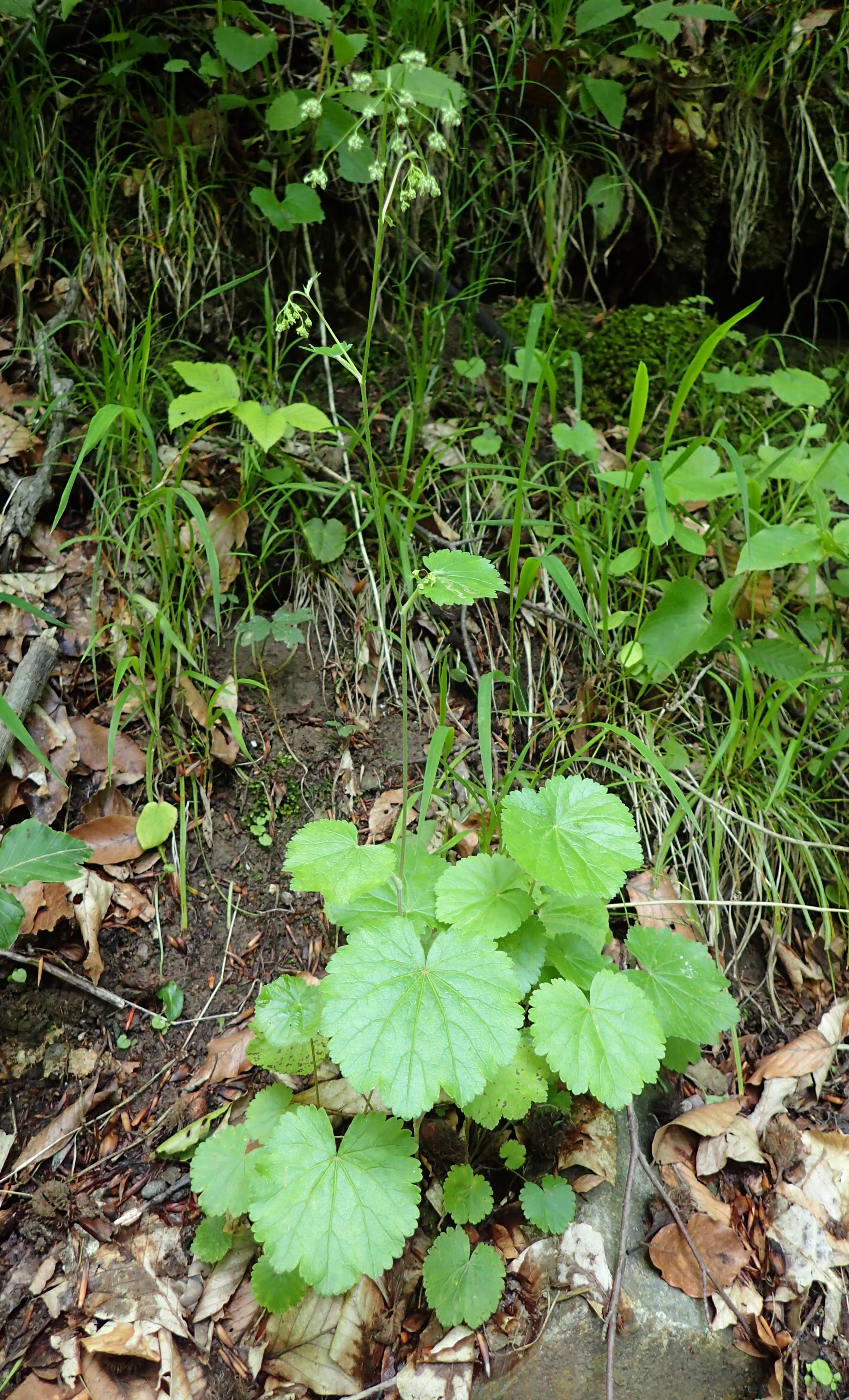
Pimpinella tripartita

Die Gattung Pimpinella umfasst rund 150 Arten. Hier eine Auswahl:
- Pimpinella acuminata (Edgew.) C.B.Clarke (Syn: Pimpinella hazariensis H.Wolff): Sie kommt im nordwestlichen Indien, in Kaschmir, Pakistan, Tibet und in den chinesischen Provinzen Qinghai sowie nordwestlichen Yunnan vor.[2]
- Alpen-Bibernelle (Pimpinella alpina Host): Sie kommt in Österreich, Italien, in Rumänien und in der Slowakei vor.[4]
- Pimpinella anisetum Boiss. & Balansa: Sie kommt in der Türkei vor.[4]
- Pimpinella anisoides V.Briganti: Sie kommt nur in Italien einschließlich Sizilien vor.[4]
- Anis (Pimpinella anisum L.): Die Heimat ist Albanien und Kroatien.[4] Sie wird in warm-gemäßigten Gebieten kultiviert und ist selten verwildert. Sie wird als Heilpflanze verwendet.[2]
- Pimpinella arguta Diels: Sie gedeiht in Höhenlagen von 1300 bis 3400 Metern in den chinesischen Provinzen Gansu, Guizhou, Hebei, Henan, Hubei, Shaanxi sowie Sichuan.[2]
- Pimpinella armena Schischk.: Sie kommt nur in Armenien vor.[4]
- Pimpinella aromatica M.Bieb.: Sie kommt in Nordkaukasien, Aserbaidschan, Georgien und in der Türkei vor.[4]
- Pimpinella atropurpurea C.Y.Wu ex R.H.Shan & F.T.Pu: Sie ist nur von wenigen Aufsammlungen bekannt. Sie gedeiht an Grashängen und auf alpinen Matten in Höhenlagen von 2900 bis 3500 Metern nur im westlichen Yunnan.[2]
- Pimpinella battandieri Chabert: Sie kommt nur in Algerien vor.[4]
- Pimpinella bicknellii Briq.: Dieser Endemit kommt nur auf Mallorca vor.[4]
- Pimpinella bisinuata H.Wolff: Sie gedeiht in Wäldern, an Grashängen und an Fließgewässern in Höhenlagen von 1000 bis 3500 Metern in den chinesischen Provinzen westliches Sichuan sowie Yunnan.[2]
- Pimpinella brachycarpa (Komarov) Nakai (Syn: Pimpinella calycina var. brachycarpa Komarov): Sie kommt im südöstlichen Russland, in Nordkorea und in den chinesischen Provinzen Guizhou, Hebei, Jilin, Liaoning sowie Shanxi vor.[2]
- Pimpinella brachystyla Hand.-Mazz. (Syn: Pimpinella nakaiana Kitagawa): Sie gedeiht in feuchten Tälern, an Grashängen und an Fließgewässern in Höhenlagen von 500 bis 2000 Metern in der Inneren Mongolei und in den chinesischen Provinzen Gansu, Hebei sowie Shanxi.[2]
- Pimpinella cappadocica Boiss. & Balansa: Sie kommt in der Türkei vor.[4]
- Pimpinella cretica Poir.: Sie kommt in Griechenland, auf Inseln der Ägäis und in Vorderasien vor.[4]
- Pimpinella cumbrae DC.: Sie kommt nur auf den kanarischen Inseln Teneriffa und La Palma vor.[4]
- Pimpinella cypria Boiss.: Dieser Endemit kommt nur in Zypern vor.[4]
- Pimpinella dendrotragium Webb: Sie kommt nur auf Teneriffa und in La Palma vor.[4]
- Pimpinella eriocarpa Banks & Sol.: Sie kommt in der Türkei, in Syrien, im Libanon, in Israel und in Jordanien vor.[4]
- Pimpinella espanensis M.Hiroe: Sie kommt in Spanien vor.[4]
- Pimpinella flabellifolia (Boiss.) Drude: Sie kommt in der Türkei vor.[4]
- Pimpinella gussonii Bertol.: Dieser Endemit kommt nur auf Sizilien vor.[4]
- Pimpinella isaurica V.A.Matthews: Sie kommt in der Türkei vor.[4]
- Pimpinella junoniae Ceballos & Ortuño: Dieser Endemit kommt nur auf La Gomera vor.[4]
- Pimpinella lazica (Boiss.) M.Hiroe: Sie kommt in der Türkei vor.[4]
- Pimpinella lutea Desf.: Sie kommt auf Korsika, Sardinien, Sizilien, in Algerien und Tunesien vor.[4]
- Große Bibernelle (Pimpinella major (L.) Huds.)
- Schwarze Bibernelle (Pimpinella nigra Mill.)
- Pimpinella paucidentata V.A.Matthews: Sie kommt in der Türkei und in Syrien vor.[4]
- Fremde Bibernelle (Pimpinella peregrina L.): Sie kommt ursprünglich in Spanien, Frankreich, Korsika, Libyen, Italien, Sardinien, Sizilien, Kroatien, Serbien, Bosnien und Herzegowina, Montenegro, Mazedonien, Albanien, Griechenland, auf Kreta, in Bulgarien, Rumänien, auf der Krim, in der Türkei, Syrien, Libanon, Jordanien, Israel, Zypern, Kirgisistan und im Kaukasusraum vor.[5]
- Pimpinella pretenderis (Heldr.) Halácsy: Sie kommt in Griechenland und auf Kreta vor.[4]
- Pimpinella procumbens (Boiss.) H.Wolff: Dieser Endemit kommt nur in der Sierra Nevada in Spanien vor.[4]
- Pimpinella rigidula (Boiss. & Orph.) H.Wolff: Sie kommt in Griechenland vor.[4]
- Pimpinella rupicola Svent.: Dieser Endemit kommt nur auf Teneriffa vor.[4]
- Kleine Bibernelle (Pimpinella saxifraga L.)
- Pimpinella schweinfurthii Asch.: Sie kommt nur in Ägypten vor.[4]
- Pimpinella serbica (Vis.) Drude: Sie kommt in Serbien, Bosnien und Herzegowina, Montenegro, Albanien sowie Mazedonien vor.[4]
- Pimpinella siifolia Leresche: Sie kommt in Spanien und in Frankreich vor.[4]
- Pimpinella sintenisii H.Wolff: Sie kommt in der Türkei vor.[4]
- Pimpinella tragium Vill.: Mit etwa 6 Unterarten.[4] Sie kommt in Spanien, auf den Balearen, in Frankreich, Italien, auf Sizilien, in Kroatien, Serbien, Mazedonien, Montenegro, Albanien, Griechenland, Bulgarien, Rumänien, Marokko, Algerien, Tunesien, in der Türkei, im Kaukasusraum, Moldawien, in der Ukraine, Syrien, Irak, Iran, Libanon und in Turkmenistan vor.[5]
- Pimpinella tripartita Kalen.: Sie kommt in Vorderasien vor.[5] Sie wird von manchen Autoren auch als Scaligeria tripartita (Kalen.) Tamamsch. in die Gattung Scaligeria gestellt.[5]
- Pimpinella tunceliana Yild.: Sie kommt in der Türkei vor.[4]
- Pimpinella villosa Schousboe: Sie kommt in Spanien, Portugal, Marokko, auf den Balearen und auf den Azoren vor.[4]
- Pimpinella yunnanensis (Franchet) H.Wolff: Sie gedeiht in Wäldern in Tälern und in Sträuchern an Fließgewässern in Höhenlagen von 1400 bis 3200 Metern im südwestlichen Sichuan und nördlichen sowie südlichen Yunnan.[2]